# Egan Bernal
Egan Arley Bernal Gómez (Zipaquirá, 1997. január 13. –) kolumbiai profi kerékpárversenyző.

## Pályafutása
Bernal nyolcéves korában indult el első kerékpárversenyén szülővárosában, Zipaquirában. Azonban a családnak ahhoz is kölcsön kellett kérni, hogy ki tudják fizetni a nevezési díjat, illetve egy bukósisakot. Ennek ellenére Bernal nagy előnnyel nyerte meg a versenyt, melynek fődíjaként egy korábbi profi kerékpáros iskolájába nyert felvételt.
Bernal inkább a mountain bike-okat kedvelte, 2013-ban mégis országúti csapatba került a Specialized Columbia révén. Első európai versenyén felfigyelt rá az Androni csapata, ahol 2016 és 2017 között versenyzett.
Legnagyobb győzelmét a Tour de l’Aveniren szerezte, ahol 2 szakaszgyőzelem után az összetettet is megnyerte.

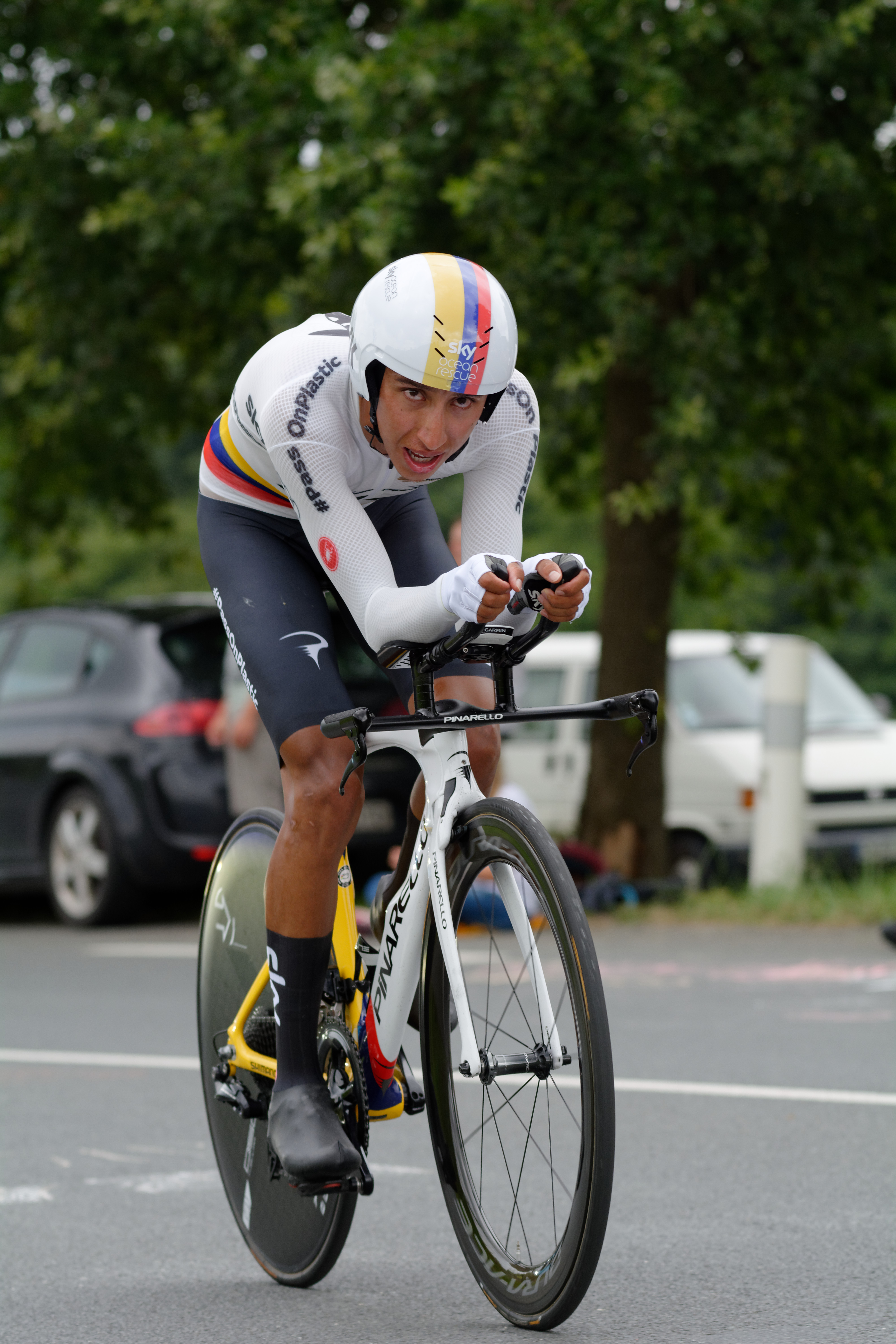
Bernal a Tour 20. szakaszán

Bernal sohasem gondolt profi pályafutásra, politikai újságírónak tanult. Ennek ellenére 2018-ra leszerződtette őt a Team Sky.
Első versenyére a 2018-as Tour Down Underen került sor ahol 6. helyen zárt, illetve a legjobb fiatal is lett. Ezután kolumbiai időfutambajnok lett és megnyerte az első kolumbiai körversenyt, méghozzá Nairo Quintana előtt. Később a katalán körversenyen indult, ahol az utolsó szakaszon az összetett második helyén állva keveredett nagy balesetbe, mely során kulcscsont- és lapockatörést szenvedett. Miután felépült a Tour de Romandie-n indult, ahol egy hegyi időfutam-győzelemmel az összetett második helyén zárt Primož Roglič mögött. A következő nagy eredményére a kaliforniai körversenyig kellett várni, ahol az megnyerte az összetett versenyt.
Már első sky-os évében részt vehetett a Tour de France-on, ahol Chris Froome és Geraint Thomas első számú hegyi segítőjeként vett részt és nagyszerű versenyt produkált.
A Tour után elindult a Clásica San Sebastián versenyen is, ahol a főmezőny közepén keveredett balesetbe és súlyos arcsérüléseket szerzett.
2019-ben első kolumbiaiként megnyerte a Tour de France-ot.
2022 januárjában 2026-ig meghosszabbította a szerződését az Ineosszal. 2022. január 24-én Kolumbiában edzés során egy álló busznak ütközött. A balesetben sérült több csigolyája, eltört a jobb combcsontja és térdkalácsa valamint több bordája, bevérzett a tüdeje.

## Eredményei
| Grand Tour eredményei        |      |      |      |      |      |
| Grand Tour                   | 2017 | 2018 | 2019 | 2020 | 2021 |
| Giro d’Italia                | –    | –    | –    | –    | 1    |
| Tour de France               | –    | 15   | 1    | X    | –    |
| Vuelta a España              | –    | –    | –    | –    |      |
| Egyhetesek                   |      |      |      |      |      |
| Verseny                      | 2017 | 2018 | 2019 | 2020 | 2021 |
| Párizs–Nizza                 | –    | –    | 1    |      | –    |
| Tirreno–Adriatico            | 16   | –    | –    |      | 4    |
| Katalán körverseny           | –    | Ki   | 3    |      | –    |
| Baszk körverseny             | –    | –    | –    |      | –    |
| Tour de Romandie             | –    | 2    | –    |      | –    |
| Critérium du Dauphiné Libéré | –    | –    | –    | X    | –    |
| Tour de Suisse               | –    | –    | 1    |      |      |
| Tour of California           | –    | 1    | –    |      |      |